# Archiearis unicolor
Archiearis unicolor är en fjärilsart som beskrevs av Heinrich 1916. Archiearis unicolor ingår i släktet Archiearis och familjen mätare. Inga underarter finns listade i Catalogue of Life.